# Albin Broberg
Leif Albin Broberg, född 5 maj 1993 i Ljungskile, Bohuslän är en svensk musiker och kompositör, framförallt aktiv i den nordiska folkmusikscenen.

## Biografi
Broberg är utbildad vid Högskolan för scen och musik i Göteborg samt Norges Musikhögskola i Oslo.
Han spelar flera instrument, bland annat gitarr, men cittern är hans huvudinstrument. Han har varit musiker bland annat i grupperna AXVY och Lekarerätten, men arbetar även med teater- och dansföreställningar som både musiker, kompositör och arrangör.
Lekarerätten spelar skandinavisk folkmusik med Broberg på cittern och de övriga på piano, fiol och slagverk. AXVY är ett mer nedskalat folkmusikband, med instrumenten cittern, 12-strängad gitarr, slagverk, 5-strängad fiol och hardangerfela, med medlemmarna Jerker Hans-Ers, Mårten Hillbom och Broberg.
År 2017 tilldelades Broberg Uddevalla kommuns kulturstipendium.

## Diskografi
- 2018 Lekarerätten- Ornamentet/Pelimanni (Singel)[5]
- 2019 AXVY (maj 2019)[6]

### Medverkar på
- 2014 Ethno India (Album)